# Jonas Modig
Jonas Einar Modig, född 17 mars 1943 i Stockholm, är svensk förläggare och poet.
Efter juristexamen 1967 gjorde han tingstjänst i Örebro till 1968 varefter han anställdes som sekreterare i Näringslivets opinionsnämnd. 1969 blev han chef för den nystartade Konsultbyrån för marknadsrätt, med immaterialrätt, konsumenträtt och konkurrensrätt som specialitet. 1973 blev han VD för Svenska Bokförläggareföreningen (senare Förläggareföreningen) och övergick 1982 till Bonniers bokverksamhet med chefskapet för Månadens Bok som början. 1987 blev han VD i Wahlström och Widstrand Förlag och 1997 VD i Bonnierförlagen, ett uppdrag som han lämnade 2002. Han var ordförande i Svenska Förläggareföreningen 2002–2006 och i Federation of European Publishers 2004–2008.